# 서생중학교
서생중학교(西生中學校)는 대한민국 울산광역시 울주군 서생면 신암리에 있는 공립 중학교이다.

## 학교 연혁
- 1952년 3월 11일 : 서생중학교 설립 인가(3학급)
- 1977년 7월 22일 : 서생초등학교와 학교 교환 이전
- 2009년 2월 13일 : 자율학교 지정(울산광역시 교육청 교육감)
- 2010년 4월 28일 : 기숙사 시설공사, 교실 증축 및 본관 리모델링 완공
- 2023년 1월 6일 : 제71회 졸업식(졸업생수 76명, 총 졸업생수 7,229명)
- 2023년 3월 1일 : 제34대 조상식 교장 취임
- 2023년 3월 2일 : 제74회 신입생 입학식(1학년 94명)

## 참고 자료
- 서생중학교 - 한국교육학술정보원 학교알리미